# Donezke
Donezke (ukrainisch Донецьке; russisch Донецкое/Donezkoje) ist eine Siedlung städtischen Typs im Osten der Ukraine in der Oblast Donezk mit etwa 600 Einwohnern.

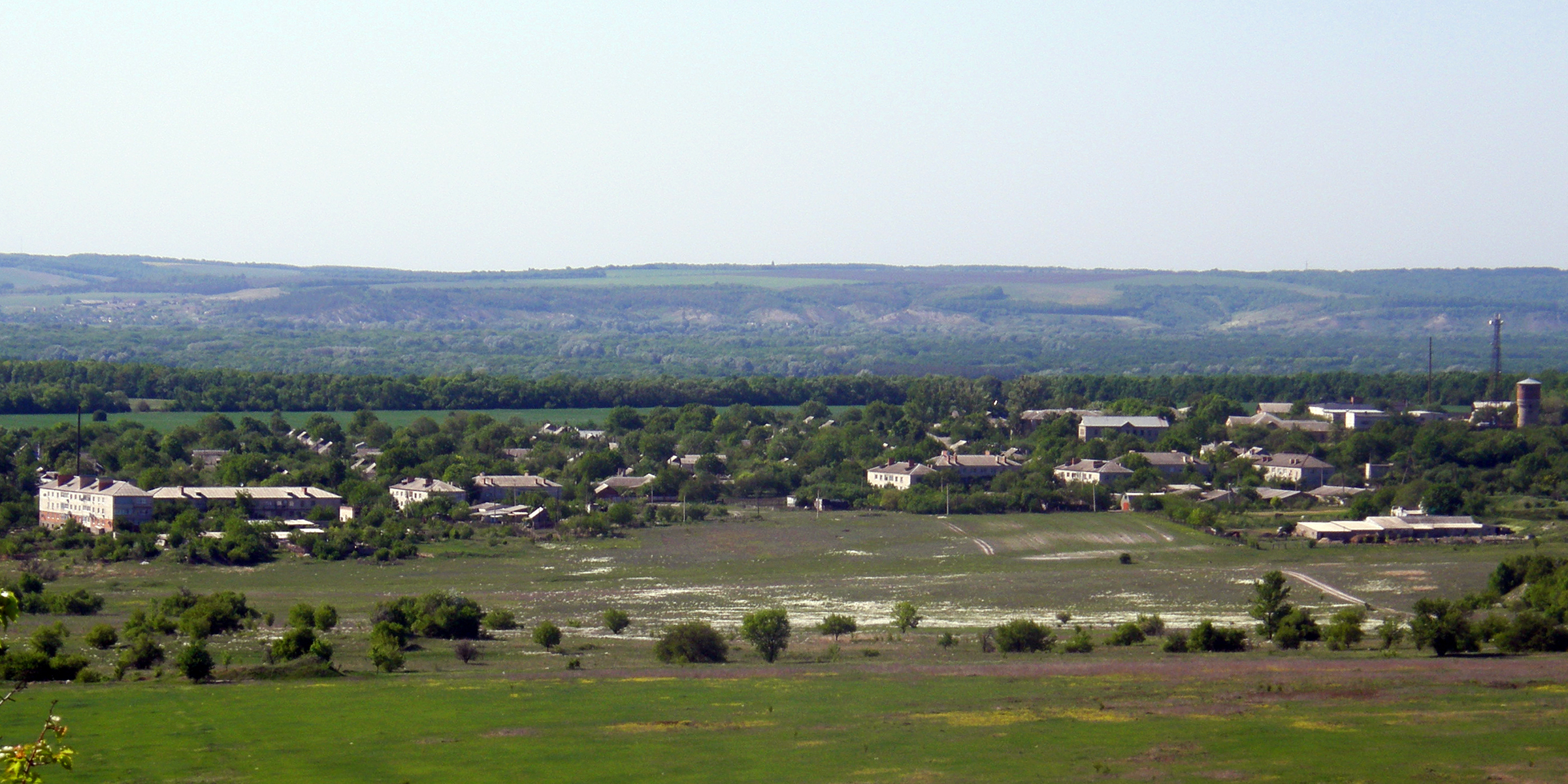
Blick auf den Ort

Die Siedlung befindet sich im Nordosten des Rajons Slowjansk, etwa 11 Kilometer nordöstlich vom Rajonszentrum Slowjansk und 108 Kilometer nördlich vom Oblastzentrum Donezk entfernt, der Siwerskyj Donez verläuft nördlich des Ortes.
Der Ort wurde in den 1950er Jahren im Zusammenhang mit der Errichtung einer Wasserversorgungsstation für das Donezker Gebiet gegründet und erhielt 1957 den Status einer Siedlung städtischen Typs.
Am 12. Juni 2020 wurde die Siedlung ein Teil der neugegründeten Stadtgemeinde Mykolajiwka, bis dahin war sie ein Teil der Siedlungsratsgemeinde Rajhorodok (5 Kilometer südöstlich gelegenen) im Osten des Rajons Slowjansk.
Am 17. Juli 2020 wurde der Ort ein Teil des Rajons Kramatorsk.